# Euphagus carolinus
El zanate canadiense (Euphagus carolinus), también conocido como tordo canadiense o turpial rojizo, es una especie de ave paseriforme de la familia Icteridae. Está amenazado por la perdida de hábitat.

## Distribución
Habita en bosques templados de coníferas a través del norte de Canadá y Alaska. Migra al este y sureste de Estados Unidos durante el invierno, a las zonas del cinturón maicero estadounidense.

## Subespecies
Se reconocen dos subespecies:
- E. c. carolinus (Statius Muller, 1776)
- E. c. nigrans Burleigh & J. L. Peters, 1948

## Amenazas
La presencia de mercurio en aves como por ejemplo los turpiales muestra que las poblaciones menguantes de Euphagus carolinus tienden a tener mayor concentración de mercurio en sangre y plumas que otras poblaciones de la misma especie que no disminuyen su tamaño poblacional.